# Malinké (langue)
Pour les articles homonymes, voir Malinké.
Malinké ou Maninké est une langue parlée par le peuple mandingue en Guinée. C'est la langue principale de la Haute Guinée et c'était la langue du gouvernement et du pouvoir judiciaire du Royaume du Mali. Le nombre de locuteurs du malinké est estimé à environ 5 millions de personnes.